# Borismene japurensis
Borismene japurensis là một loài thực vật có hoa trong họ Biển bức cát. Loài này được (Mart.) Barneby mô tả khoa học đầu tiên năm 1972.